# Police municipale
Une police municipale désigne une force de police sous l'autorité directe d'un maire. Certaines polices municipale jouissent de pouvoirs d'investigation comme les polices municipales des États-Unis. Aux États-Unis, au Canada et dans de nombreux pays du Commonwealth, elle prend pour nom police department. Au Québec, il prend parfois le nom de service de police.

## Par pays

### Espagne
- Police municipale (Espagne)

### États-Unis
- Police municipale (États-Unis) (Police Department)

### Canada
- Police municipale (Canada) (Service de police)

### France
Elles ne doivent pas être confondues avec les pouvoirs de police du maire.
Elles n'ont pas de pouvoir d'enquête, cette possibilité est réservée aux services d'investigations (police judiciaire par exemple) de la police nationale et de la gendarmerie nationale.
Toutefois, certains agents territoriaux placés sous l'autorité du maire comme les gardes champêtres, disposent de pouvoirs d'enquête notamment en ce qui concerne les atteintes aux propriétés, l'environnement et le droit forestier en application des articles 22 à 25 et 27 du Code de procédure pénale. Ils peuvent procéder à des auditions, inspecter les propriétés closes après avis du Procureur de la République, recueillir des prélèvements ou encore se faire communiquer tout élément utile dans le cadre de leur enquête. En France, la police municipale peut disposer d'un armement létal, dans un acte juridique particulier.

### Italie
- Police municipale (Italie)

### Suisse
- Police municipale (Genève)

### Japon
- Département de la Police Métropolitaine de Tokyo